# Yello
Yello es un grupo suizo de música electrónica, creado en 1979 en la ciudad de Zúrich. 
Fue formado por Dieter Meier (cantante y letrista) y Boris Blank (teclista, programador y compositor), en actividad desde finales de la década de los años 70. Entre sus temas más famosos se encuentran "The Race" (homenaje a "Autobahn" de Kraftwerk) y "Oh Yeah", utilizado en varias bandas sonoras y en las escenas donde aparece Duffman personaje de Los Simpson.

## Biografía

Logo oficial de Yello.

Boris Blank y Dieter Meier se conocieron y formaron el grupo en 1979, año en que publicaron su primer sencillo, "ITSplash", publicado por una compañía autóctona. También este año Meier y Blank fueron a San Francisco para conocer los responsables del sello discográfico Ralph Records, que distribuía material de grupos como Tuxedomoon y The Residents. Tras varios contactos, un responsable de la compañía viajó a Zúrich y los contrató. 
En esta época Yello aún estaba formado únicamente por Blank y Meier, pero poco después de conseguir ser contratados por Ralph Records, Blank conoció al suizo-español Carlos Perón. Ambos se encontraron por casualidad, grabando el sonido de una prensa de desguace de coches abandonados. Viendo que compartían el gusto por la experimentación sonora, Blank invitó Perón a formar parte del grupo, como encargado de las cintas y los efectos sonoros.
Su primer disco, Solid Pleasure, apareció en 1980, se trata de un disco bastante diverso en cuanto a estilo e influencias, con temas bailables, pasajes tranquilos y relajantes e incluso densos collages de ruido, todo combinado con la voz (a menudo manipulada) de Meier y sus letras irónicas. Solid Pleasure contenía su primer éxito, "Bostich". Un año después publicaron Claro que sí, que continuaba con el estilo del primer álbum, mezclando ritmos exóticos con mucha electrónica e incluso una canción cantada en árabe.
You Gotta Say Yes To another Excess (1983) contenía los éxitos internacionales "I love you" y "Lost again", que entraron en las listas británicas; en cuanto a su sonido, Blank hizo uso de samplers como el Fairlight CMI, instrumento con el que dotó al álbum de una paleta sonora más diversa. Este fue el último disco del grupo con Carlos Perón, que poco después dejó los Yello para iniciar una carrera en solitario; Yello, pues, volvía a ser un dúo, formado por Blank y Meier. En el disco siguiente (Stella, de 1985) Blank dio aún más importancia al Fairlight y los ritmos bailables. Stella incluye otro de los temas más conocidos de Yello, "Oh Yeah", que ha aparecido en las bandas sonoras de varias películas, una de las apariciones más famosas es como complemento sonoro de las intervenciones de Duffman, un personaje Los Simpson. En 1986 apareció el disco Yello 1980-1985: The New Mix in One Go, un álbum de remezclas que incluye los temas inéditos "Base for Alec" y "Tubo Dub". 
Para su disco de 1987 (One Second), Yello contó con la colaboración de varios artistas, como Shirley Bassey (que cantó el tema "The Rhythm Divine") o Billy MacKenzie. En 1988 publicaron Flag, que contenía otro de sus grandes éxitos, "The Race". Todos estos lanzamientos y los posteriores (Baby de 1991, Zebra de 1994 o la recopilación Essential Yello de 1992) tuvieron una significativa influencia en muchos DJs y compositores de música electrónica, una nutrida representación de los que se puede observar en el disco de remezclas Hands on Yello, de 1995, y que incluía remezclas de Moby y Carl Cox, entre otros.
En 1997 (coincidiendo con su LP Pocket Universe) y 2007, Yello puso música a sendos anuncios de coches. Su último trabajo de larga duración es The eye (2003). 

## Bibliografía

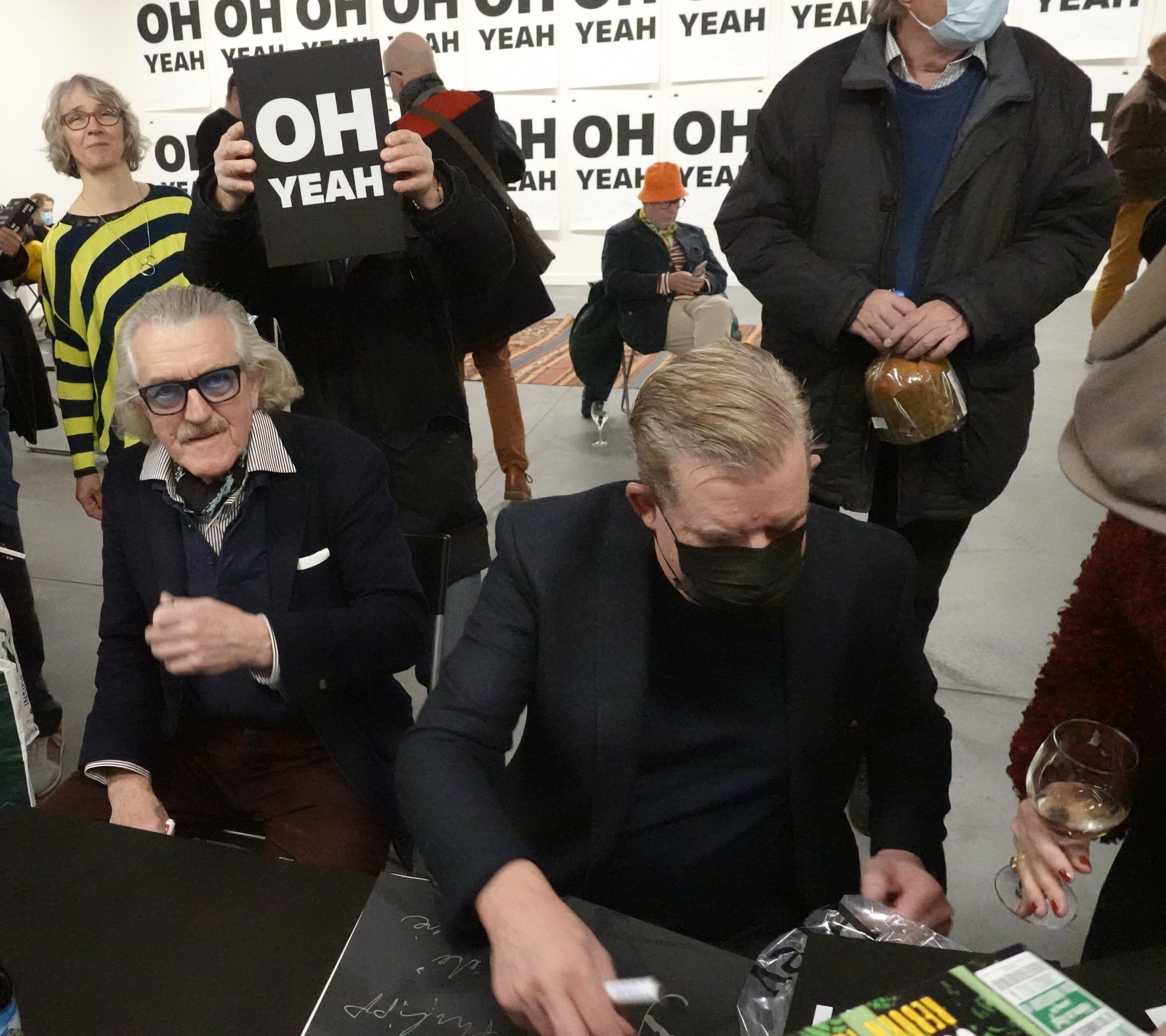
Dieter Meier y Boris Blank firman su libro 2021 en Zurich.

## Discografía

### Álbumes de estudio
| Año  | Álbum                               | Discográfica                                                  | UK | US  | Información Adicional                |
| ---- | ----------------------------------- | ------------------------------------------------------------- | -- | --- | ------------------------------------ |
| 1980 | Solid Pleasure                      | Ralph Records (relanzado por Mercury Records/Vertigo Records) | -  | -   |                                      |
| 1981 | Claro Que Sí                        | Ralph Records (relanzado por Mercury Records/Vertigo Records) | -  | -   |                                      |
| 1983 | You Gotta Say Yes to Another Excess | Stiff Records/Elektra Records (relanzado por Mercury Records) | 65 | 184 |                                      |
| 1985 | Stella                              | Stiff Records/Elektra Records (relanzado por Mercury Records) | 92 | -   |                                      |
| 1987 | One Second                          | Mercury                                                       | 48 | 92  | Con Billy Mackenzie y Shirley Bassey |
| 1988 | Flag                                | Mercury                                                       | 56 | 152 |                                      |
| 1991 | Baby                                | Mercury/PolyGram                                              | 37 | -   |                                      |
| 1994 | Zebra                               | Fourth & Broadway                                             | -  | -   |                                      |
| 1997 | Pocket Universe                     | PolyGram                                                      | -  | -   | Con Stina Nordenstam en "To The Sea" |
| 1999 | Motion Picture                      | Polygram                                                      | -  | -   |                                      |
| 2003 | The Eye                             | Motor Music                                                   | -  | -   |                                      |
| 2009 | Touch Yello                         | Polydor                                                       | -  | -   |                                      |

### Otros álbumes
| Año  | Álbum                           | Discográfica              | UK | US | Información Adicional          |
| ---- | ------------------------------- | ------------------------- | -- | -- | ------------------------------ |
| 1986 | 1980–1985 The New Mix in One Go | Mercury                   | -  | -  | Álbum remix                    |
| 1992 | Essential                       | Mercury                   | -  | -  | Compilación                    |
| 1995 | Hands on Yello                  | Urban Records/Motor Music | -  | -  | Álbum remix                    |
| 1999 | Eccentrix Remixes               | Mercury                   | -  | -  | Álbum remix                    |
| 2007 | Progress and Perfection         | -                         | -  | -  | Álbum promocional para Audi A5 |
| 2010 | Yello by Yello                  | Polydor                   | -  | -  | Compilación                    |

### Sencillos notables
| Año  | Título                                               | Mejores posiciones en listas | Mejores posiciones en listas | Mejores posiciones en listas | Información Adicional |
| Año  | Título                                               | UK                           | U.S.                         | U.S. D/P                     | Información Adicional |
| ---- | ---------------------------------------------------- | ---------------------------- | ---------------------------- | ---------------------------- | --- |
| 1979 | "Bostich"                                            | –                            | –                            | 23                           | |
| 1982 | "You Gotta Say Yes to Another Excess/Heavy Whispers" | –                            | –                            | 42                           | |
| 1983 | "I Love You"                                         | 41                           | –                            | 16                           | |
| 1983 | "Lost Again"                                         | 73                           | –                            | –                            | |
| 1984 | "Pumping Velvet"                                     | –                            | –                            | 12                           | |
| 1985 | "Vicious Games"                                      | –                            | –                            | 8                            | |
| 1985 | "Oh Yeah"                                            | –                            | 51                           | 35                           | relanzado con nuevo contenido en su lírica en 1987, esta versión fue incluida solo en la versión original de One Second (1987). |
| 1986 | "Goldrush"                                           | 54                           | –                            | –                            | Con Billy MacKenzie |
| 1987 | "The Rhythm Divine"                                  | 54                           | –                            | –                            | Con Shirley Bassey |
| 1987 | "Call It Love"                                       | –                            | –                            | –                            | |
| 1988 | "The Race"                                           | 7                            | –                            | 33                           | |
| 1988 | "Tied Up"                                            | 60                           | –                            | 9                            | |
| 1989 | "Of Course I'm Lying"                                | 23                           | –                            | –                            | |
| 1989 | "Blazing Saddles"                                    | 47                           | –                            | –                            | |
| 1990 | "Unbelievable"                                       | –                            | –                            | 22                           | |
| 1991 | "Rubberbandman"                                      | 58                           | –                            | –                            | |
| 1992 | "Jungle Bill"                                        | 61                           | –                            | 40                           | |
| 1992 | "The Race" (relanzado)                               | 55                           | –                            | –                            | re-issued with "Bostich" |
| 1994 | "Do It"                                              | –                            | –                            | 46                           | |
| 1995 | "Tremendous Pain"                                    | –                            | –                            | 7                            | |
| 1996 | "How How"                                            | 59                           | –                            | 28                           | |
| 1996 | "Jingle Bells"                                       | –                            | –                            | 44                           | |
| 1997 | "On Track"                                           | –                            | –                            | 16                           | |
| 1997 | "To the Sea"                                         | –                            | –                            | –                            | Con Stina Nordenstam |
| 1999 | "Vicious Games"                                      | 110                          | –                            | –                            | Yello vs Hardfloor |
| 2003 | "Planet Dada"                                        | –                            | –                            | –                            | |

## En la cultura popular
En el videojuego de Sony Computer Entertainment para PlayStation 2 Gran Turismo 4, se escucha la pista Oh Yeah cuando fracasa una misión en el Driving License.